# Улица Кришьяня Барона (Рига)
Улица Кри́шьяня Ба́рона (латыш. Krišjāņa Barona iela) — улица в центральной части Риги.
Является продолжением улицы Аудею (Старый город). Начинается от бульвара Аспазияс, пересекает городской канал, бульвар Райня и идёт далее параллельно улице Бривибас — центральной улицы города, с которой соединяется близ Воздушного моста. Общая длина — 3190 метров.
На всём протяжении по улице Кришьяня Барона пролегает двухпутная трамвайная линия, сохранено историческое покрытие брусчаткой.

## История формирования
Фактически улица была образована в 1858 году после сноса городских укреплений в рамках реализации плана по реконструкции пространства, освободившегося после ликвидации старинной крепости. Улица соединила улицу Банную (Pirts iela), которая относилась к Петербургскому предместью, с Внутренним (Старым) городом. По замыслу градостроителей, она создала продолжение улицы Аудею на территории «Внешнего» (Нового) города (ответственные архитекторы: Иоганн Фельско и Отто Дитце). В 1858 году также был построен мост через городской канал.

## Наименование
Своё первое название улица получила в честь координатора сноса крепостных сооружений и создания бульварного кольца — генерал-губернатора Прибалтийского края Александра Аркадьевича Суворова, внука российского полководца А. В. Суворова. Таким образом, имя Суворова-младшего был увековечено уже в тот период, когда он исполнял обязанности губернатора.
В 1923 году улица была переименована в честь латышского просветителя, одного из основателей младолатышского движения, фольклориста Кришьяниса Барона, который незадолго до этого скончался в доме № 3 по этой улице. В доме находится мемориальная музей-квартира Кришьяниса Барона.

## Застройка
В начале улицы (до пересечения с улицей Элизабетес) преобладает репрезентативная застройка, выполненная в эклектическом стиле, выражающем предпочтения наиболее зажиточной прослойки городского населения второй половины XIX столетия. Далее преобладают каменные доходные дома, выполненные в традициях национального романтизма, отражающего этнографическую доминанту в творчестве представителей латышской профессиональной архитектурной школы. Застройка на этом участке формировалась в начале XX столетия, когда старые двухэтажные деревянные дома заменялись новыми многоэтажными каменными строениями в соответствии с новой редакцией правил городской застройки. Встречающиеся на этом участке деревянные дома построены до 1885 года, когда в силу вступил новый свод правил, изданный губернской строительной инспекцией.

## Примечательные здания
- Дом 1. Здание Латвийской государственной консерватории (архитектор Янис Бауманис, 1873—1874).
- Дом 4. Жилой дом (1888, архитектор Я.-Ф. Бауманис). На первом этаже расположен Музей природы Латвии, который был основан в 1846 году по инициативе Рижского общества естествоиспытателей на основе частной коллекции известного рижского врача и фармацевта Николая фон Химзеля.
- Дом 10. Здесь с 1870 по 1875 год жил латышский актёр и режиссёр Адольф Алунан, фактический основатель латышского театра.
- Дом 12. Гостиница «Pfāba nams». Здание построено в 1876 году (архитекторы В. Бекман и Г. Энде) как частный особняк семьи Пфаб, затем (с 1928 года) — владение семьи Беньяминов; в советский период — резиденции Союза писателей Латвийской ССР, Союза композиторов Латвийской ССР и Союза художников Латвийской ССР.
- Дом 14. Здание, где до 2014 года располагалась Государственная, позднее Национальная библиотека Латвии (ранее носила имя Вилиса Лациса); перенесена в «Замок света».
- Дом 16/18. Здесь расположен государственный Театр кукол, открытый 7 ноября 1944 года.
- Дом 24/26. Здесь родился, рос и прожил жизнь латвийский поэт, востоковед и переводчик Улдис Берзиньш. В октябре 2021 года на доме была установлена мемориальная доска работы Ояра Фелдберга[3].
- Дом 31. Бывший кинотеатр, ныне Дом музыки «Дайле».
- Дом 52. Доходный дом, построенный в 1911—1912 гг. по проекту архитектора Н. Т. Яковлева.
- Дом 71. Рижская средняя вечерняя школа № 8 имени Райниса.
- Дом 75. Ранее по этому адресу находился Дворец спорта (построен в 1970, снесён в 2008).
- Дом 99. Рижский дворец школьников, ранее Рижское духовное училище с церковно-археологическим музеем.
- Дом 117. Здесь располагалась Рижская 4-я городская поликлиника.
- Дом 126. Православный монастырь Святой Троицы, основанный в 1890-е годы благодаря подвижнической деятельности царских фрейлин Екатерины и Наталии Мансуровых. Резиденция православного митрополита Александра (Кудряшова).
- Дом 130. Корпуса бывшего опытного электромеханического завода производственного объединения «Радиотехника».
- В общей сложности, более 30 жилых домов по улице Кришьяня Барона являются охраняемыми памятниками архитектуры[4].

## Обсуждение статуса пешеходной улицы
В октябре 2011 года в рамках дискуссии о создании пешеходной зоны на территории центра за пределами Старого города представителями торговых предприятий было высказано предложение о превращении улицы Кришьяня Барона в пешеходную, свободную от транспорта (вместо улицы Тербатас, которую чаще всего рассматривают в качестве главной пешеходной артерии центральной части города). Идея о придании улице такого статуса была мотивирована необходимостью развития шоппинг-туризма и акцентуацией эстетико-репрезентативной составляющей (дома в стиле национального романтизма, деревянная застройка). Однако эксперты выразили предположение, что демонтаж трамвайных путей может сделать проект пешеходной улицы Барона убыточным. С тех пор этот вопрос больше не обсуждался.
С апреля 2019 года планируется в качестве эксперимента ограничить движение автомобилей по улице.

## Прилегающие улицы
Улица Кришьяня Барона пересекаются со следующими улицами:
- Бульвар Аспазияс
- Улица Радио
- Бульвар Райня
- Улица Меркеля
- Улица Алфреда Калныня
- Улица Элизабетес
- Улица Дзирнаву
- Улица Персес
- Улица Блауманя
- Улица Лачплеша
- Улица Гертрудес
- Улица Мартас
- Улица Стабу
- Улица Бруниниеку
- Улица Матиса
- Улица Лиелгабалу
- Улица Дайнас
- Улица Артилерияс
- Улица Таллинас
- Улица Эрглю
- Улица Пернавас
- Улица Земитана
- Улица Бривибас